# برايتبورن (فلم)
برايتبورن (بالإنجليزية: Brightburn) هو فيلم رعب أمريكي لعام 2019 عن الأبطال الخارقين من إخراج ديفيد ياروفسكي، وكتابة بريان ومارك جان، وأنتاج بواسطة جيمس غان وكينيث هوانغ. بطولة إليزابيث بانكس، ديفيد دينمان، جاكسون أ.دن، مات جونز ومريديث هاغنر.

## روابط خارجية
- برايتبورن على موقع IMDb (الإنجليزية)
- برايتبورن على موقع ميتاكريتيك (الإنجليزية)
- برايتبورن على موقع روتن توميتوز (الإنجليزية)
- برايتبورن على موقع نتفليكس (الإنجليزية)
- برايتبورن على موقع ألو سيني (الفرنسية)
- برايتبورن على موقع أول موفي (الإنجليزية)
- برايتبورن على موقع بوكس أوفيس موجو (الإنجليزية)
- برايتبورن على موقع فيلمافينيتي (الإسبانية)
- برايتبورن على موقع قاعدة بيانات الفيلم (الإنجليزية)
- برايتبورن على موقع ليتربوكسد (الإنجليزية)